# 佩德拉尔韦斯赛道
佩德拉尔韦斯赛道位于西班牙加泰罗尼亚巴塞罗那，是一条长度为6.316千米的街道赛道。
赛道于1946年在城市西郊的佩德拉尔韦斯社区首次开放，赛道中有着宽阔的街道和弯角，车手和车迷都很喜欢这条赛道。该赛道举办了1946年和1948年的佩尼亚林大奖赛，1950年举办了一级方程式的一场非锦标赛，并举办了1951年和1954年的西班牙大奖赛。由于1955年勒芒惨剧后采取的严格的安全规则，佩德拉尔韦斯赛道永远不再作为比赛场地。